# Night of the Living Baseheads
Night of the Living Baseheads è il quarto singolo del gruppo rap Public Enemy, estratto dall'acclamato album It Takes a Nation of Millions to Hold Us Back del 1988. Il testo della canzone affronta il tema delle conseguenze della diffusione del crack nella comunità afroamericana negli anni ottanta, riferendosi alla droga con il termine slang "base". Il singolo raggiunse la posizione numero 62 nella classifica U.S. Hot R&B/Hip-Hop Singles & Tracks.

## Il brano
Il pezzo utilizza un maggior numero di campionamenti rispetto a tutte le altre canzoni nell'album, un totale di 20 (incluso il campione della voce di Chuck D che dice «Bass!» all'inizio di Bring the Noise). Il ritornello della canzone che chiede: «How low can you go?» ("Quanto in basso puoi scendere?"), si riferisce a una persona che si degrada. Il titolo del brano è un riferimento al film La notte dei morti viventi (Night of the Living Dead) di George A. Romero, equiparando i drogati a degli zombi.
La voce del membro delle Pantere Nere e portavoce della Nation of Islam Khalid Muhammad è campionata in Night of the Living Baseheads aprendo la canzone con le parole: «Have you forgotten that once we were brought here, we were robbed of our name, robbed of our language. We lost our religion, our culture, our God ... and many of us, by the way we act, we even lost our minds» ("Avete dimenticato che una volta che siamo stati portati qui, siamo stati derubati del nostro nome, derubati della nostra lingua. Abbiamo perso la nostra religione, la nostra cultura, il nostro Dio; ... e molti di noi, dal modo in cui agiamo, hanno persino perso la ragione").

## Tracce
1. Night of the Living Baseheads - 3:15
2. Cold Lampin' with Flavor -
3. Terminator X to the Edge of Panic -
4. The Edge of Panic -

## Video
Il videoclip ufficiale del singolo venne diretto da Lionel C. Martin. Mostra MC Lyte nel ruolo di una reporter e Flavor Flav come conduttore di un telegiornale. Sono presenti immagini dell'Audubon Ballroom di New York (dopo essere uscito dalla Nation of Islam nel 1964, Malcolm X fondò l'Organization of Afro-American Unity (OAAU). Le riunioni settimanali dell'associazione OAAU si tenevano nell'Audubon Ballroom e fu durante una di queste riunioni, il 21 febbraio 1965, che Malcolm X fu assassinato.) Durante il video, MC Lyte cerca dei "tossici" e li trova a Wall Street dove dei "colletti bianchi" vengono sorpresi a sniffare cocaina, sottolineando come l'uso di droghe è visto in modo diverso tra le comunità di bianchi e neri. In un'altra scena, Chuck D viene catturato dal gruppo razzista e anti-rap chiamato "Brown Bags". Uno spot pubblicitario consiglia agli spacciatori di indossare sempre la cravatta per essere rispettabili, e in un'altra scena un giornalista indaga sulla distruzione di una famiglia a causa della droga.

## Cover
Nel 1996 la canzone è stata reinterpretata dai Terminal 46 nella compilation Operation Beatbox. Il gruppo Digital Assassins reinterpretò il brano con il titolo Return of the Living Bassheads (Somethin' Really Bad). Questa cover venne inclusa nei videogiochi Mat Hoffman's Pro BMX 2 e BMX XXX. Gli Insane Clown Posse rifecero il brano come Night of the Living Bassheads, e questa versione fu pubblicata nell'album di cover Smothered, Covered & Chunked.

## Classifiche
| Classifica (1988)              | Posizione |
| ------------------------------ | --------- |
| US Hot R&B Singles (Billboard) | 62        |